# لیدیا کورنل
لیدیا کورنل (انگلیسی: Lydia Cornell؛ زادهٔ ۲۳ ژوئیهٔ ۱۹۵۳) هنرپیشه اهل ایالات متحده آمریکا است.